# Evgueni Vassioukov
Evgueni Andreïevitch Vassioukov (russe : Евгений Андреевич Васюков, né le 5 mars 1933 à Moscou (RSFSR) et mort le 10 mai 2018 dans la même ville (Russie), est un grand maître du jeu d'échecs, soviétique puis russe, .

## Biographie et carrière
Evgueni Vassioukov devient maître international en 1958 et grand maître international en 1961. Il remporte six fois le championnat de Moscou (1955, 1958, 1960, 1962, 1972 et 1978). 
Il participe aussi à plusieurs championnats d'URSS d'échecs avec comme meilleur résultat une troisième place en 1967.
Il remporte de nombreux tournois dans sa carrière. Ses plus belles performances sont des victoires :
- au mémorial Rubinstein en 1965, ex æquo avec Péter Dely,

ainsi qu'aux tournois de :
- Belgrade (1961) ;
- Berlin-Est (1962) ;
- Reykjavik (1968) ;
- Manille (1974).

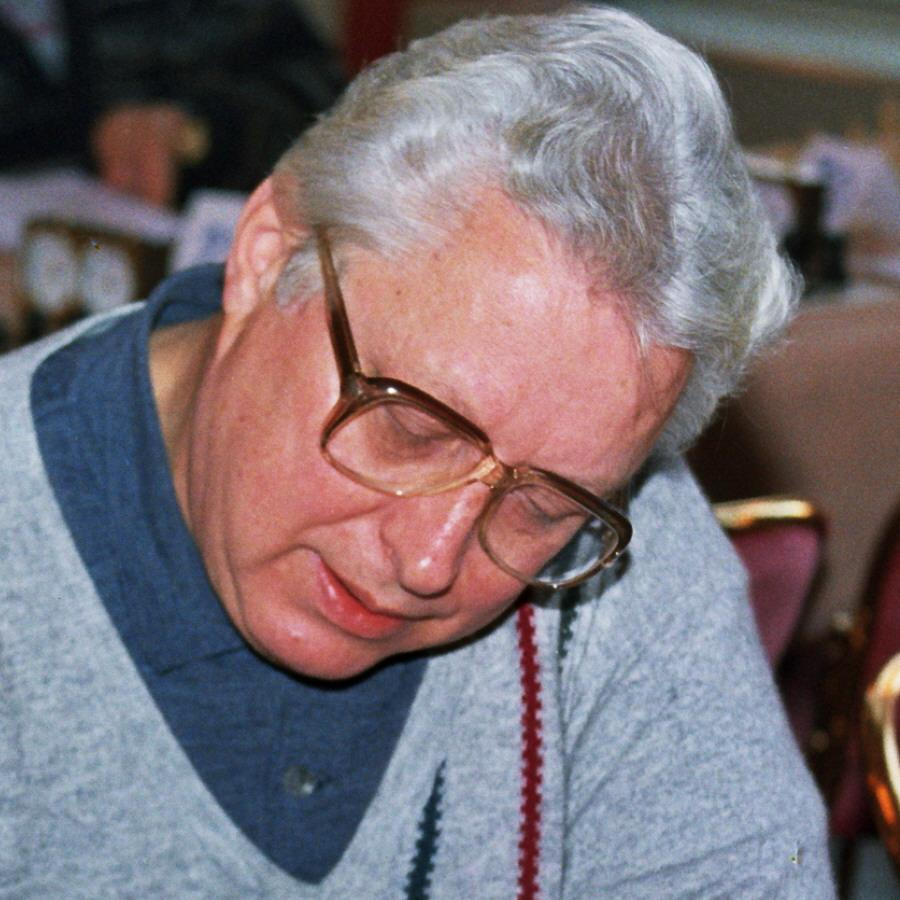
Evgueni Vassioukov en 1985.

Evgueni Vassioukov fit partie de l'équipe de Karpov lors du Championnat du monde d'échecs de 1978
Evgueni Vassioukov est encore actif dans les années 1990 et 2000. Il devient en particulier champion du monde sénior en 1995.

## Compétitions par équipe
Vassioukov a remporté deux olympiades universitaires (championnats du monde par équipes de moins de 26 ans) : en 1955 et 1956, remportant à chaque fois une médaille d'or individuelle.
Il a participé au premier championnat d'Europe d'échecs des nations en 1957, remportant deux parties lors du tour préliminaire contre l'équipe de Pologne.
En 1986 et 1990, il remporta la coupe d'Europe des clubs d'échecs avec l'équipe du CSK Moscou.
De 2014 à 2017, Vassioukov remporta quatre championnats du monde par équipe de plus de 65 ans consécutifs.